# 洛克伦
洛克伦（荷蘭語：Lokeren，荷蘭語發音：[ˈloːkərə(n)] ⓘ）是比利时弗拉芒大區东佛兰德省圣尼克拉斯区的一座城市，通行荷蘭語，是弗拉芒社群的一部分，面积68.24平方千米，人口42,703人（2022年1月1日）。